# William E. Stephens
William E. Stephens (* 1912; † 16. Juli 1980) war ein US-amerikanischer Physiker. Er legte den Grundstein für die Entwicklung der Flugzeitmassenspektrometer (ToF-MS).

## Leben und Wirken
Stephens war der Sohn eines Professors, studierte selbst Physik an der Washington University und promovierte 1938 am California Institute of Technology. 1941 wechselte er an die University of Pennsylvania. Im Jahr 1946 entwickelte Stephens die gepulste Ionisation, wodurch die Grundlage für das erste Flugzeit-Massenspektrometer geschaffen wurde. Das erste Flugzeitmassenspektrometer wurde daraufhin 1948 von A.E. Cameron und D.F. Eggers gebaut. Stephens blieb an der University of Pennsylvania und wurde dort 1948 Professor mit Schwerpunkt Kernspaltung. Später war er Leiter des Physics Department (1963–1969) und Dekan der School of Arts and Sciences (1969–1974) und unterstützte dabei maßgeblich die Inbetriebnahme des  Tandembeschleunigers der Universität. Er starb 1980 nach längerer Krankheit.